# Apertura del centro
|       |       |       |       |       |       |       |       |       |  |
|       | a8 rd | b8 nd | c8 bd | d8 qd | e8 kd | f8 bd | g8 nd | h8 rd |  |
| a7 pd | b7 pd | c7 pd | d7 pd | e7    | f7 pd | g7 pd | h7 pd |       |  |
| a6    | b6    | c6    | d6    | e6    | f6    | g6    | h6    |       |  |
| a5    | b5    | c5    | d5    | e5    | f5    | g5    | h5    |       |  |
| a4    | b4    | c4    | d4 pd | e4 pl | f4    | g4    | h4    |       |  |
| a3    | b3    | c3    | d3    | e3    | f3    | g3    | h3    |       |  |
| a2 pl | b2 pl | c2 pl | d2    | e2    | f2 pl | g2 pl | h2 pl |       |  |
| a1 rl | b1 nl | c1 bl | d1 ql | e1 kl | f1 bl | g1 nl | h1 rl |       |  |
|       |       |       |       |       |       |       |       |       |  |

Esta apertura abierta de ajedrez,también llamada Gambito de centro, se caracteriza por el hecho de que tras los primeros movimientos propios de la apertura abierta (1.e4 e5), las blancas continúan con 2.d4 (ECO C21 y C22):
Lo que se pretende con el gambito de centro es que el negro pierda un tiempo capturando el peón que se le ofrece, por eso no conviene comerlo luego, y desarrollar un ataque en el ala del rey muy rápido. El inconveniente es que se pierde, en gran medida, el control del centro.
Línea principal
1.e4 e5

2.d4 exd4

Si se captura ese peón el juego de las blancas es desfavorable desde el inicio, ya que la dama sale en forma prematura; por esta razón, las negras ganan tiempos (toman la iniciativa) amenazando a la dama.

3.Dxd4 Cc6

4.Dc4...

O bien

4.De3...

Planteando el ataque Paulsen
4.... Ab4+ 5.c3 Ae7
4.... Cf6 5.Cc3 Ab4 6.Ad2 0-0 7.0-0-0
Lo mejor es seguir la línea de Kieseritzky

3.Cf3 c5

4.Ac4 b5
Principales variantes
- Gambito Halasz
- Gambito danés